# Autódromo Oscar y Juan Gálvez
L'Autódromo Oscar y Juan Gálvez és un circuit de curses de Buenos Aires, Argentina, amb capacitat per a 45.000 espectadors. Construït el 1952, en temps del president Juan Domingo Perón, fou batejat inicialment com a "Autódromo 17 de Octubre" en homenatge al Dia de la Lleialtat (la principal data simbòlica del peronisme) i mantingué aquest nom fins a la caiguda de Perón.  Més tard, va ser rebatejat diverses vegades fins al 2008, en què se li donà el nom actual en memòria dels germans Óscar Alfredo i Juan Gálvez, uns coneguts pilots d'automobilisme argentins.
El circuit és conegut entre els aficionats locals com a "la Catedral de l'automobilisme argentí".

## Característiques

Plànol del circuit amb les diverses variants

El circuit es va construir originalment en una zona pantanosa de Villa Riachuelo, el barri més meridional de Buenos Aires, i està situat en terrenys planers envoltats de grans tribunes, oferint a la majoria dels espectadors una excel·lent visió de tota la pista. El circuit destaca per la gran quantitat de traçats alternatius de què disposa per tal d'adaptar-se a diferents tipus de cursa; n'hi ha algunes que es corren sense la revirada àrea interior del circuit, reduint significativament els temps de volta.

## Història
El circuit es va construir gràcies a la iniciativa de diversos pilots argentins, entre els quals hi havia el campió del món de 1951 Juan Manuel Fangio. Davant el desenvolupament de l'automobilisme argentí, el govern va decidir de construir-lo al sud de Buenos Aires, al barri de Villa Riachuelo, entre els de Villa Lugano i Villa Soldati. Es va inaugurar el 9 de març de 1952 amb tres curses, la més important de les quals va ser la Copa Perón en la modalitat Fórmula Libre, que va guanyar Juan Manuel Fangio per davant de José Froilán González, tots dos amb un Ferrari.
El circuit va ser la seu del Gran Premi de Buenos Aires d'automobilisme entre el 1952 i el 2009. Entre el 1954 i el 1960 va hostatjar els 1000 km de Buenos Aires, una cursa de cotxes esportius en què el traçat s'allargava per a l'ocasió amb trams d'autopista propers. Els 1000 km es van recuperar entre 1970 i 1972, però ara ja fent servir només el tram de l'autòdrom.

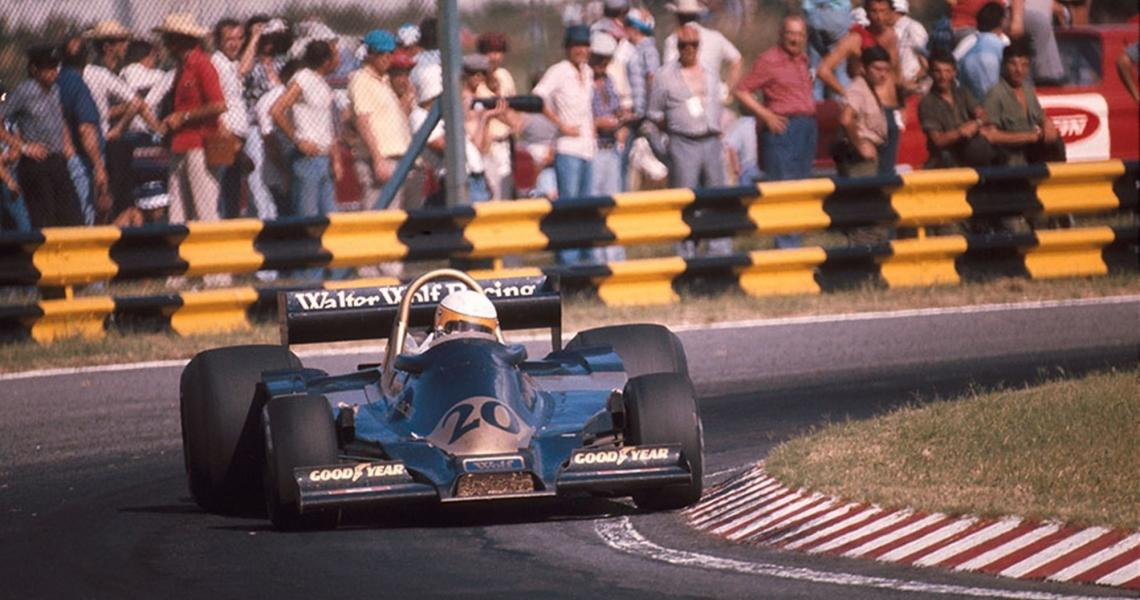
Jody Scheckter a Buenos Aires durant el GP de l'Argentina de 1977

Entre 1953 i 1998 es van celebrar al circuit 20 edicions del Gran Premi de l'Argentina de Fórmula 1. La de 1953 va ser la primera competició celebrada fora d'Europa de la Fórmula 1. Durant la cursa va tenir lloc un accident on van perdre la vida nou persones. Al llarg de les diverses edicions del Gran Premi es van fer servir configuracions de la pista diferents: de 1954 a 1960 es va emprar el circuit número 2, de 1971 a 1973 el número 9 i de 1974 a 1981 el número 15, molt ràpid. Aquest traçat feia servir dues rectes llargues empalmades per un tercer revolt, sovint negociades a la màxima velocitat, la qual cosa proporcionava un espectacle emocionant als espectadors -especialment quan els cotxes sortien del tercer revolt a punt d'estavellar-se o xocar a 305 km/h. Els cotxes trigaven 40 segons a recórrer el tram a tota velocitat.
El Gran Premi de l'Argentina es va retirar del calendari del mundial el 1982 a causa de la invasió argentina de les Illes Malvines i la sobtada retirada de Carlos Reutemann després del Gran Premi del Brasil d'aquell any. L'esdeveniment va tornar el 1995 i s'hi va mantenir fins al 1998. Durant aquelles quatre edicions es va fer servir la revirada configuració número 6, tot i que emprava la S de Senna en comptes del Tobogán, però aquesta versió del circuit no va ser popular entre els pilots i espectadors. Després de la cursa de 1998, el Gran Premi es va retirar definitivament del calendari per manca de finançament.
Entre 1961 i 1999, l'autòdrom va acollir el Gran Premi de l'Argentina de motociclisme. Fou a la darrera edició, la de 1999, quan Emili Alzamora es proclamà campió del món de 125cc en acabar-hi segon darrere de Marco Melandri.

### Noms
Al llarg dels anys, el circuit ha tingut aquests noms oficials:
- 1952–1955: Autódromo 17 de Octubre
- 1955 – mitjan anys 60: Autódromo Municipal Ciudad de Buenos Aires
- Mitjan anys 60 – 1989: Autódromo Municipal del Parque Almirante Brown de la Ciudad de Buenos Aires
- 1989–2008: Autódromo Oscar Alfredo Gálvez
- 2008–actualitat: Autódromo Oscar i Juan Gálvez

## Historial dels traçats
Font:

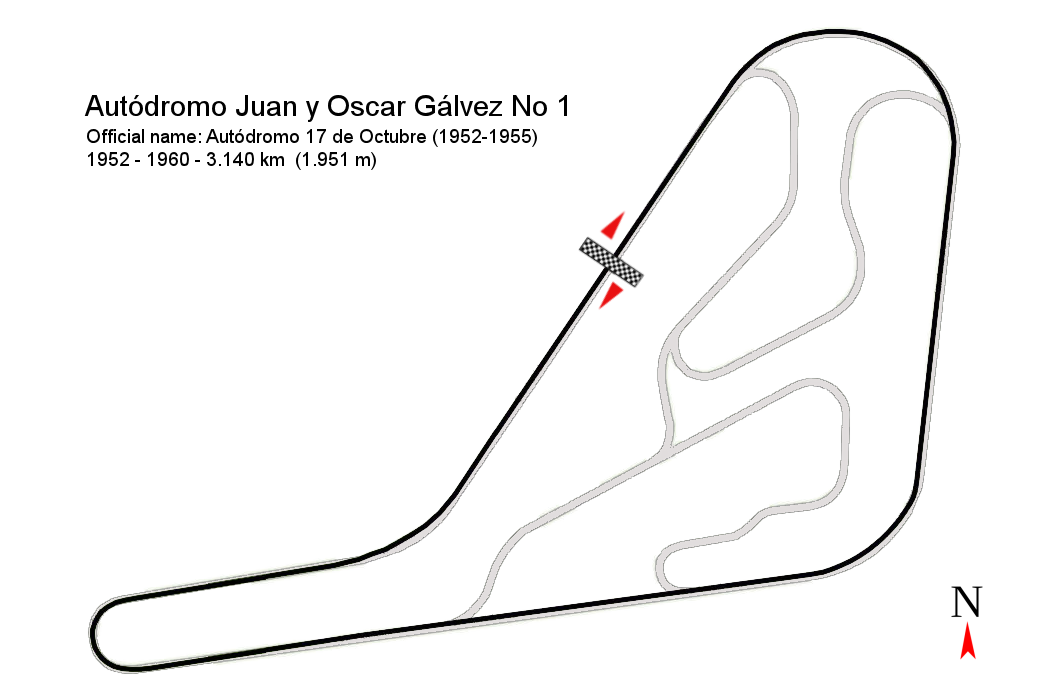
Circuit núm. 1 (1952–1971)
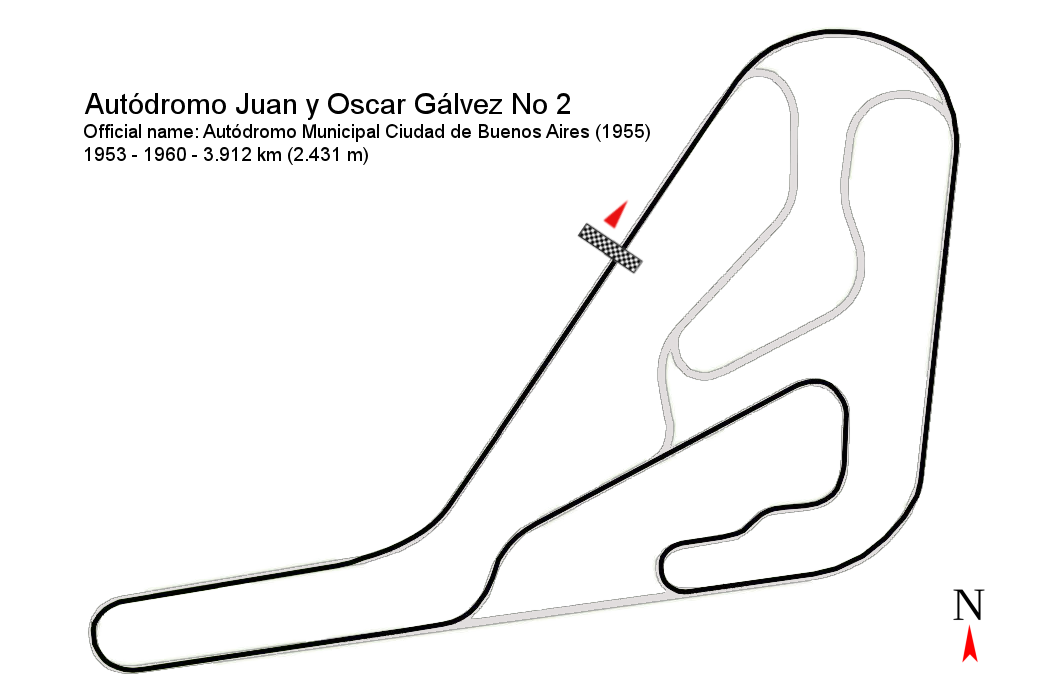
Circuit núm. 2 (1952–1971)
Versió invertida del circuit núm. 2, emprada per al GP de l'Argentina de 1954
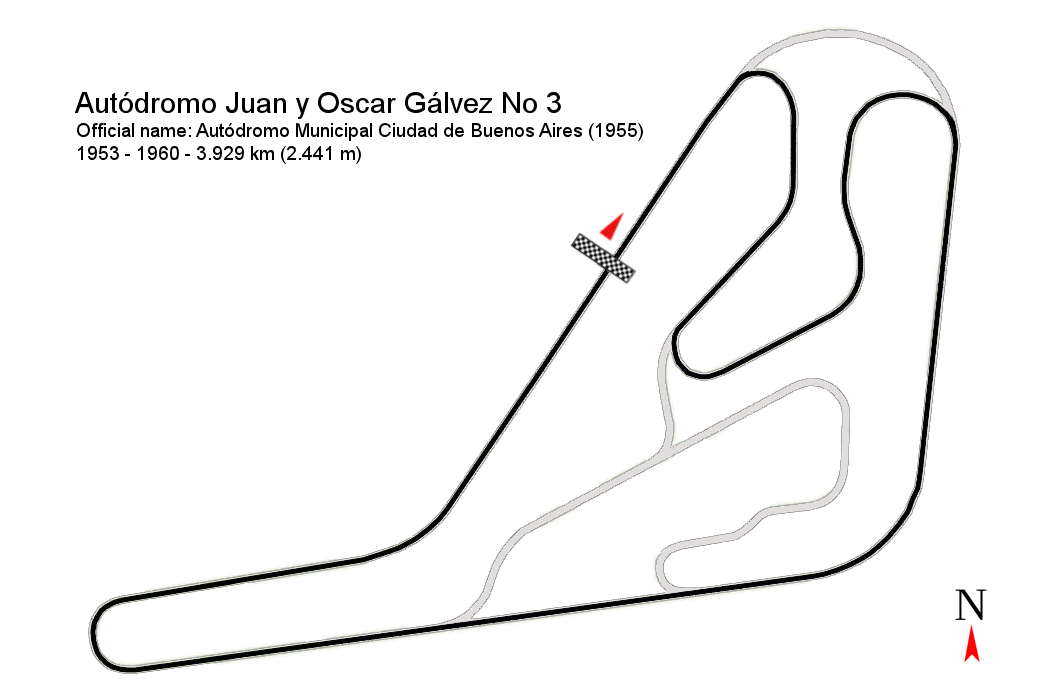
Circuit núm. 3 (1952–1971)
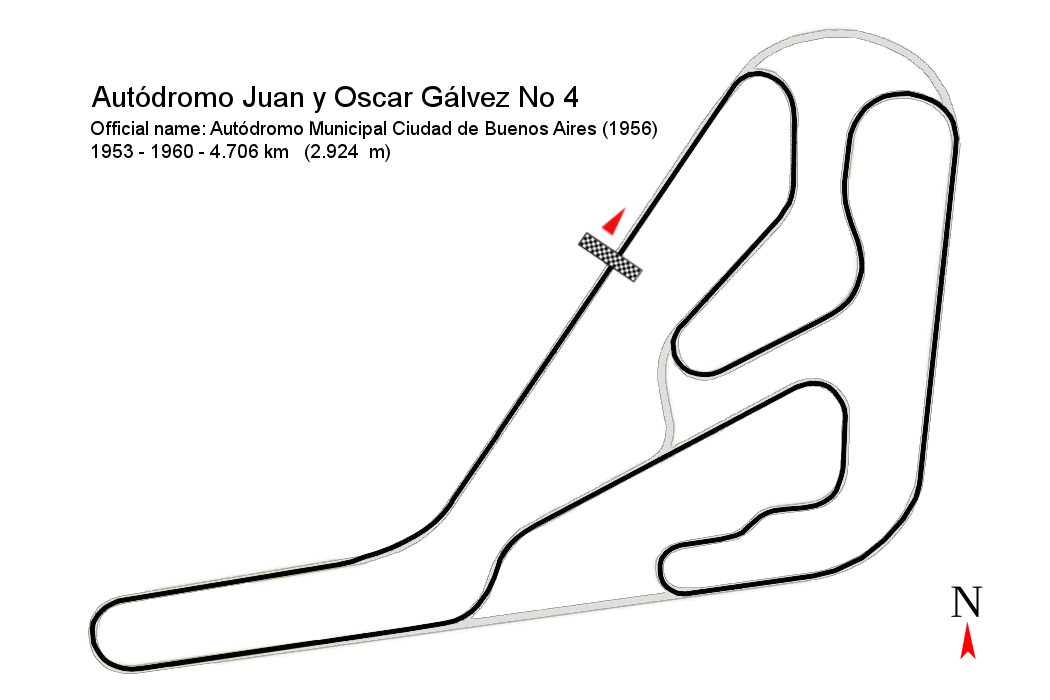
Circuit núm. 4 (1952–1971)
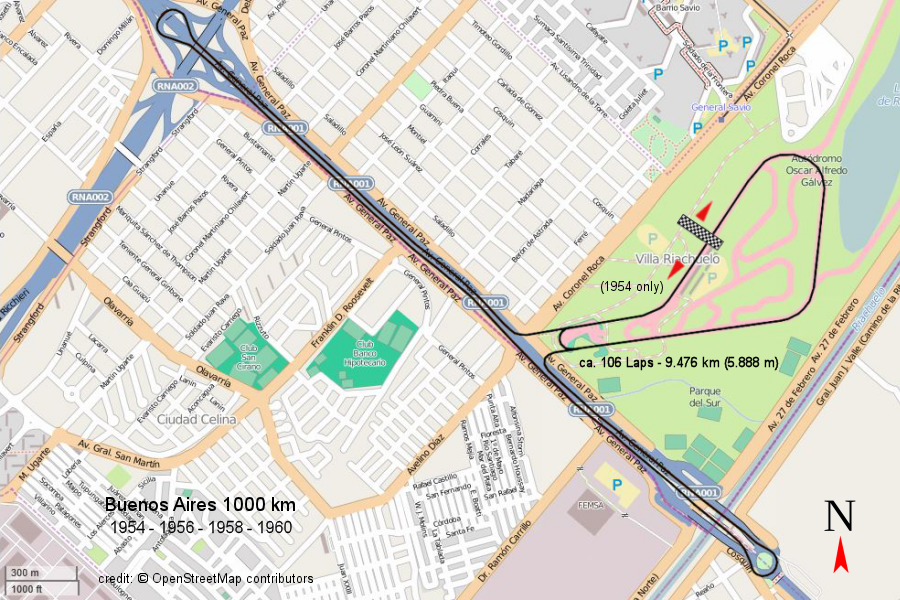
Circuit dels 1000 km de Buenos Aires (1954, 1956, 1958, 1960)
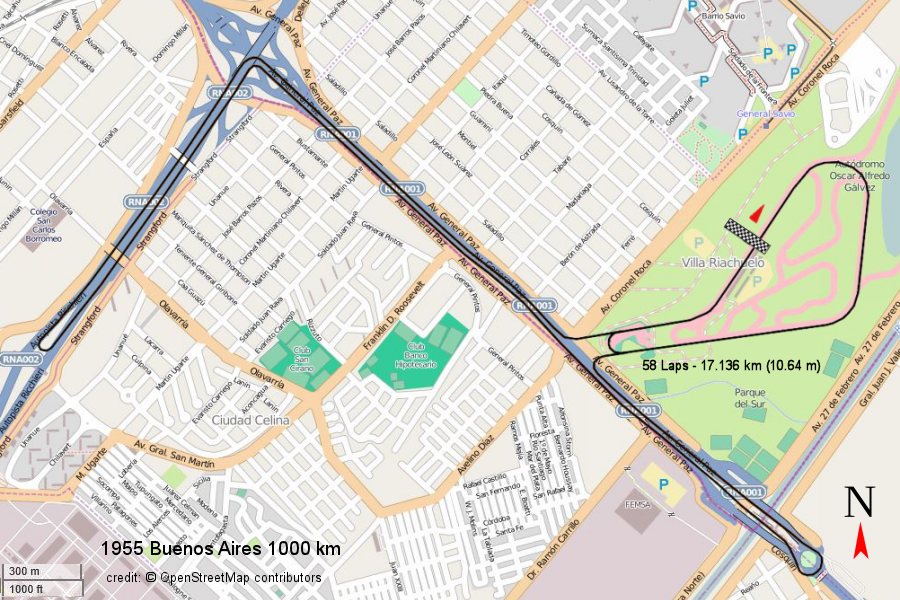
Circuit dels 1000 km de Buenos Aires (1955)
Circuit núm. 5 (1972–actualitat)
Circuit núm. 6 (1972–actualitat)
Circuit núm. 6 amb l'essa Senna emprat per a la  F1 de 1995 a 1998 (1995–actualitat)
Circuit N° 6 en la versió emprada per al GP de motociclisme els anys 1987, 1994–1995 i 1998–1999
Circuit núm. 7 (1972–actualitat)
Circuit núm. 8 (1972–actualitat)
Circuit núm. 9 (1972–actualitat)
Circuit núm. 9 amb l'essa Senna (1995–actualitat)
Circuit núm. 12 (1972–actualitat)
Circuit núm. 14 (1968–1971)
Circuit núm. 15 (1972–actualitat)
Circuit núm. 15 amb l'essa Senna S (1995–actualitat)

### Usos dels traçats

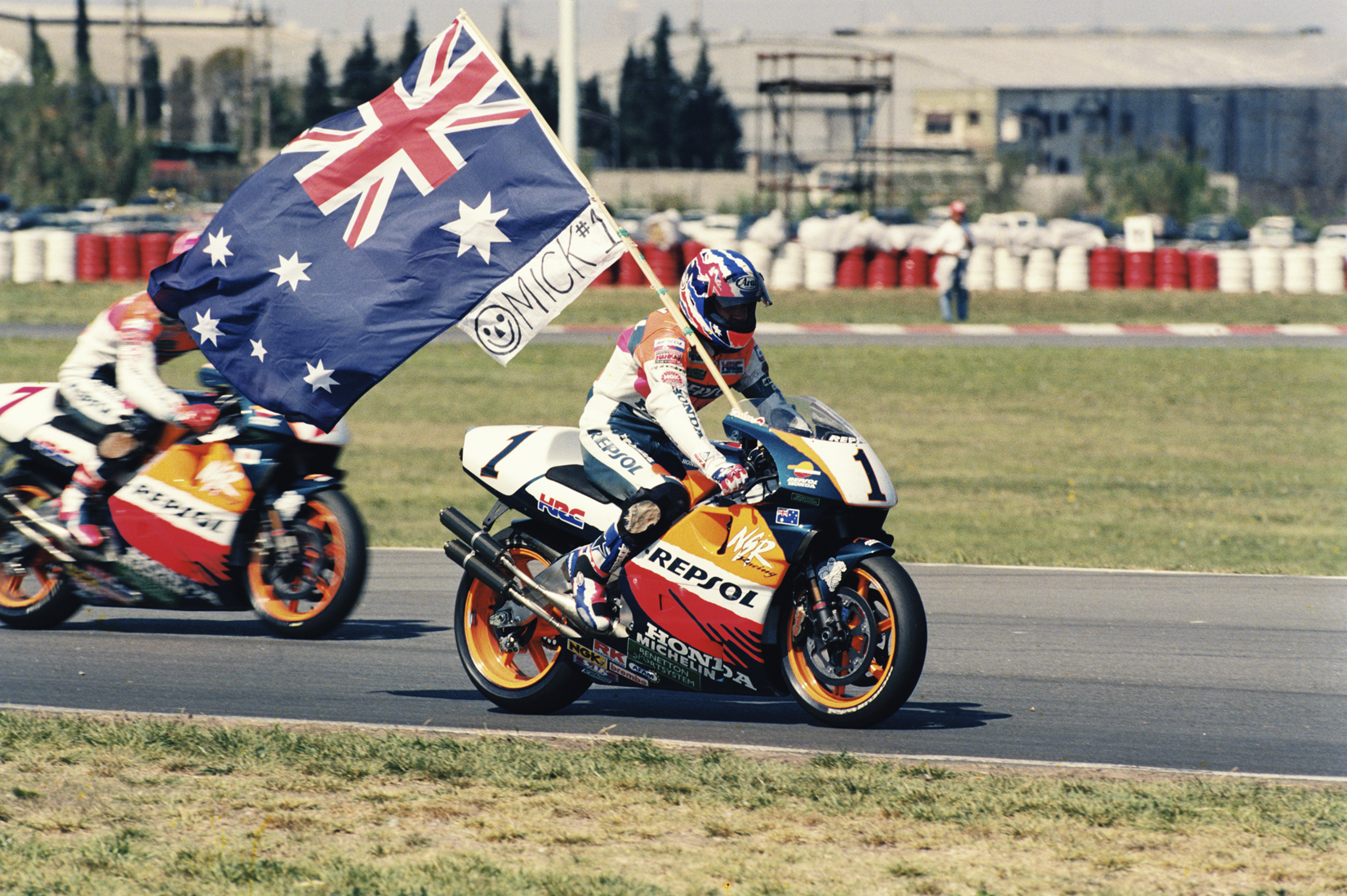
Mick Doohan celebrant la victòria al GP de l'Argentina el

- 1952–1958: Gran Premi de Buenos Aires ("La Temporada") – Fórmula Lliure[6] (circuits: núm. 4, 1952 – núm. 2, 1953–1958)
- 1953–1998: Gran Premi de l'Argentina – Fórmula 1[7][8] (circuits: núm. 2, 1953–60 – núm. 9, 1971–73 – núm. 15, 1974–81 – núm. 6, 1995–98)
- 1964–1978: Gran Premi de Buenos Aires – Fórmula 2, Fórmula 3, Fórmula Júnior (circuits: núm. 4 1964, núm. 15 1966–68, núm. 12 1978)
- 1983–1985: Gran Premi de Buenos Aires – Fórmula 2 Codasur (circuit núm. 4)
- 1954–1960 / 1970–1972: 1000 km de Buenos Aires (cotxes esportius)[9][10][11] (1952, circuit núm. 1 més diversos traçats urbans)
- 1961–1999: Gran Premi de l'Argentina de motociclisme[12] (circuit núm. 6; tret del 1982, circuit núm. 8)

## Guanyadors del GP de l'Argentina de F1
| Any  | Pilot              | Equip            | Data        | Resultats |
| ---- | ------------------ | ---------------- | ----------- | --------- |
| 1998 | Michael Schumacher | Ferrari          | 12 d'abril  | Resultats |
| 1997 | Jacques Villeneuve | Williams-Renault | 13 d'abril  | Resultats |
| 1996 | Damon Hill         | Williams-Renault | 7 d'abril   | Resultats |
| 1995 | Damon Hill         | Williams-Renault | 9 d'abril   | Resultats |
| 1981 | Nelson Piquet      | Brabham-Ford     | 12 d'abril  | Resultats |
| 1980 | Alan Jones         | Williams-Ford    | 13 de gener | Resultats |
| 1979 | Jacques Laffite    | Ligier-Ford      | 21 de gener | Resultats |
| 1978 | Mario Andretti     | Lotus-Ford       | 15 de gener | Resultats |
| 1977 | Jody Scheckter     | Wolf-Ford        | 9 de gener  | Resultats |
| 1975 | Emerson Fittipaldi | McLaren-Ford     | 12 de gener | Resultats |
| 1974 | Denny Hulme        | McLaren-Ford     | 13 de gener | Resultats |
| 1973 | Emerson Fittipaldi | Lotus-Ford       | 28 de gener | Resultats |
| 1972 | Jackie Stewart     | Tyrrell-Ford     | 23 de gener | Resultats |
| 1960 | Bruce McLaren      | Cooper-Climax    | 7 de febrer | Resultats |
| 1958 | Stirling Moss      | Cooper-Climax    | 19 de gener | Resultats |
| 1957 | Juan Manuel Fangio | Maserati         | 13 de gener | Resultats |
| 1956 | Luigi Musso        | Ferrari          | 22 de gener | Resultats |
| 1955 | Juan Manuel Fangio | Mercedes         | 16 de gener | Resultats |
| 1954 | Juan Manuel Fangio | Maserati         | 17 de gener | Resultats |
| 1953 | Alberto Ascari     | Ferrari          | 18 de gener | Resultats |